# اولکن
اولکن (قزاقی: Үлкен) یک شهرک در استان آلماتی کشور قزاقستان است.